# Hošťálková
Hošťálková (en allemand : Hostialkau, précédemment Hostialkow) est une commune du district de Vsetín, dans la région de Zlín, en Tchéquie. Sa population s'élevait à 2 224 habitants en 2020.

## Géographie
Hošťálková se trouve à 10 km à l'ouest-nord-ouest de Vsetín, à 21 km au nord-est de Zlín, à 94 km à l'est-nord-est de Brno et à 260 km à l'est-sud-est de Prague.
La commune est limitée par Rajnochovice au nord-ouest, par Kateřinice au nord-est, par Ratiboř à l'est, par Liptál, Trnava et Podkopná Lhota au sud, et par Držková à l'ouest.

## Histoire
Le village a été probablement fondé au XIVe siècle.